# Republicanisme federal
El republicanisme federal és una ideologia del republicanisme espanyol que entén la República com a associacions locals de ciutadans i promou la democràcia participativa als afers públics. Una part important és el concepte del federalisme, buscant-se la descentralització o distribució i les unitats d'administració i gestió més petites, per així evitar governs centrals forts amb una alta concentració de poder. Va ser l'avantsala del cantonalisme de 1873.
Francesc Pi i Margall i el Partit Republicà Democràtic Federal són els referents d'aquesta tendència important en l'Espanya del segle xix.

## Relacions amb l'anarquisme
Alguns autors anarquistes es veien propers al republicanisme federal. Així Benjamin Tucker va escriure els anarquistes són senzillament demòcrates jeffersonians fins a les últimes conseqüències i sense tenir-hi por. Ells creuen que el millor govern és aquell que governa menys i el que governa així no ho fa pas, en referència a les cites de Thomas Jefferson i Henry David Thoreau. Mikhail Bakunin i Pierre-Joseph Proudhon van manifestar les seves simpaties a l'ideal de la democràcia jeffersoniana i va proclamar que era prop de la idea anarquista. Enrique Flores Magón va tractar de guanyar-se a l'opinió pública mexicana al·legant Thomas Jefferson va ser un anarquista del seu temps.
Els anarquistes reclamaren Pi i Margall com a seu, ja que alguns especulaven amb la possibilitat que el terme federalisme l'hagués tret de l'obra Principi de la federació de Proudhon, encara que alguns experts sostenen que les idees de Pi i Margall ja s'anunciaven en els seus primers escrits abans de l'obra de Proudhon.